# Drie zeilschepen
Drie zeilschepen is een muurschildering in Amsterdam Nieuw-West.

## Geschiedenis
Bij de stadsuitbreiding van Amsterdam met de wijk Nieuw-West werd er langs de Burgemeester Röellstraat vanaf de Slotermeerlaan geopteerd voor L-vormige flats die in elkaar haken of voor de combinatie van de L-vormige flat met een los blokje. Dit zorgde voor ruimte en plaats voor groen en speeltuintjes, maar ook voor veel blinde muren. De uitzondering daarop is de Burgemeester Van Leeuwenlaan die ter plaatse bebouwd is met alleen een recht woonblok.
De portiekflat werd rond 1954 gebouwd binnen het Algemeen Uitbreidingsplan (UAP West); het is ontworpen door Lau Peters. De flat heeft vijf bouwlagen (winkel en vier woonlagen), die hier in de buurt veelvuldig terugkomen. Ze werden opgetrokken volgens het systeem van de Rijnlandsche Betonbouw Maatschappij (RBM). Sinds de oplevering zijn de flats diverse keren gerenoveerd, waarbij steeds ook werd gekeken of dat nog wel opwoog tegen de kosten. In de buurt sneuvelde al een aantal jaren-vijftigflats maar deze bleef (vooralsnog) staan. De portiekflat is in 2024 in eigendom van Rochdale.

## Muurschildering
De oostelijke flat met huisnummers 60-74 heeft aan de zuidkant een geheel blinde muur van donker baksteen (één raampje vormt de uitzondering), die de buurt een droevig aanzien gaf. Bij een renovatie in de jaren twintig werd die muur voorzien van een huizenhoge muurschildering. In juni en juli 2024 was de Fransman Matthieu Pommier een week met hoogwerker bezig de muur te beschilderen. Hij koos voor een mengeling van indrukken van Saint-Gilles-Croix-de-Vie en schepen uit het Scheepvaartmuseum. Hij gaf zeilschepen in drie vormen en groottes weer met veel kromme en gebroken lijnen. Die lijnen zijn ook terug te vinden in “water” en “lucht”. Volgens de kunstenaar zijn die kromme en gebroken lijnen een reactie op de strak rechthoekige bouwwerken in de buurt. De vele kleuren verwijzen naar de gemengde samenstelling van de buurtbewoners. Op 9 juli 2024 was hij klaar en kon iedereen het werk bekijken. Het werk maakt deel uit van Museum Murals dat het Mauritshuis had gestart waarbij twintig streetart-artiesten zich lieten inspireren door kunst in musea om het vervolgens in hun versie op muren etc. aan te brengen. Rochdale stelde deze flat beschikbaar, financiële ondersteuning kwam van de Vriendenloterij. Pommier is gespecialiseerd in het afbeelden van activiteiten in havens en scheepvaart. Het werk is links onder gesigneerd.

## Matthieu Pommier
Pommier, ook wel Matth Velvet, (1986) begon als graffitizetter. Uit die tijd stamt nog het zoeken naar geschikte plekken voor muurschilderingen. Vanuit de graffiti begon hij zich te interesseren naar klassiekere vormen van schilderingen. Uitgangspunt voor hem is veelal de zee en scheepvaart. Zijn schilderingen zijn naar eigen zeggen dromerig met herkenbare onderwerpen en veelkleurig.poëtisch.